# Groß-Ziethen (Kremmen)
Groß-Ziethen è una frazione della città tedesca di Kremmen, nel Land del Brandeburgo.

## Storia
Il 31 dicembre 2001 il comune di Groß-Ziethen venne aggregato alla città di Kremmen.

### Esplicative
1. ↑  Letteralmente: «Ziethen grande», in contrapposizione alla vicina Klein Ziethen – «Ziethen piccola».

### Bibliografiche
1. ↑  (DE) Hauptsatzung der Stadt Kremmen, § 1, Abs. 3. (PDF), su daten.verwaltungsportal.de. URL consultato il 10 giugno 2020 (archiviato dall'url originale l'11 gennaio 2020).
2. ↑  (DE) Bildung einer neuen Stadt Kremmen (PDF), in Amtsblatt für Brandenburg, anno 12, n. 52, Potsdam, 27 dicembre 2001,  pp. 905-906.